# 이스케이프 문자
이스케이프 문자(escape character)는 이스케이프 시퀀스를 따르는 문자들로서 다음 문자가 특수 문자임을 알리는 백슬래시(\)를 사용한다.
일부 제어 시퀀스인 이스케이프 문자들은 미리 예약되어 있다.

## 예
| 예약문자 | 내용                                   | 참고                     |
| \n       | 줄바꿈                                 | 개행문자(캐리지 리턴)    |
| \        | 시퀸스 문자 시작                       | \"                       |
| \t       | 현재시간                               |                          |
| \u       | 사용자 이름                            |                          |
| \033---  | 컬러 색상 관련                         | \033[0;31m 텍스트 빨간색 |
| \w       | 현재 작업중인 로컬 디렉토리 전체경로명 | /home                    |
| \[       | 비출력문자열 시작                      |                          |
| \]       | 비출력문자열 종료                      |                          |

## 같이 보기
- 제어 문자
- 퍼센트 문자
- 정규식